# Kabinet van de Gevolmachtigde Minister van Aruba

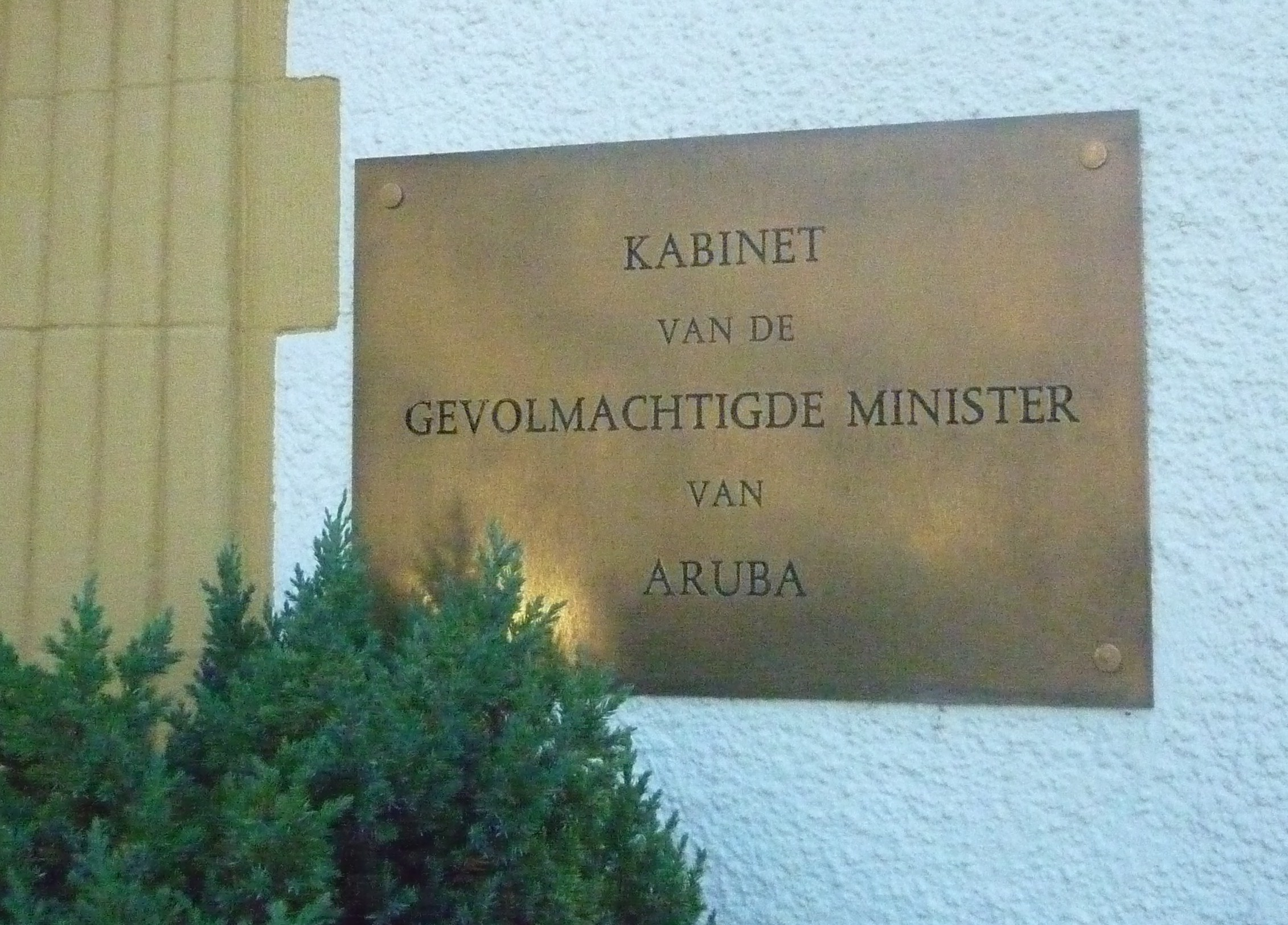

Het Arubahuis (Officieel: Het Kabinet van de Gevolmachtigde Minister van Aruba) is de officiële vertegenwoordiging van de Arubaanse regering in Nederland, conform het Statuut voor het Koninkrijk der Nederlanden. De Gevolmachtigde Minister heeft de algemene leiding en wordt daarin ondersteund door een directeur en diverse hoofden van afdelingen.

## Geschiedenis

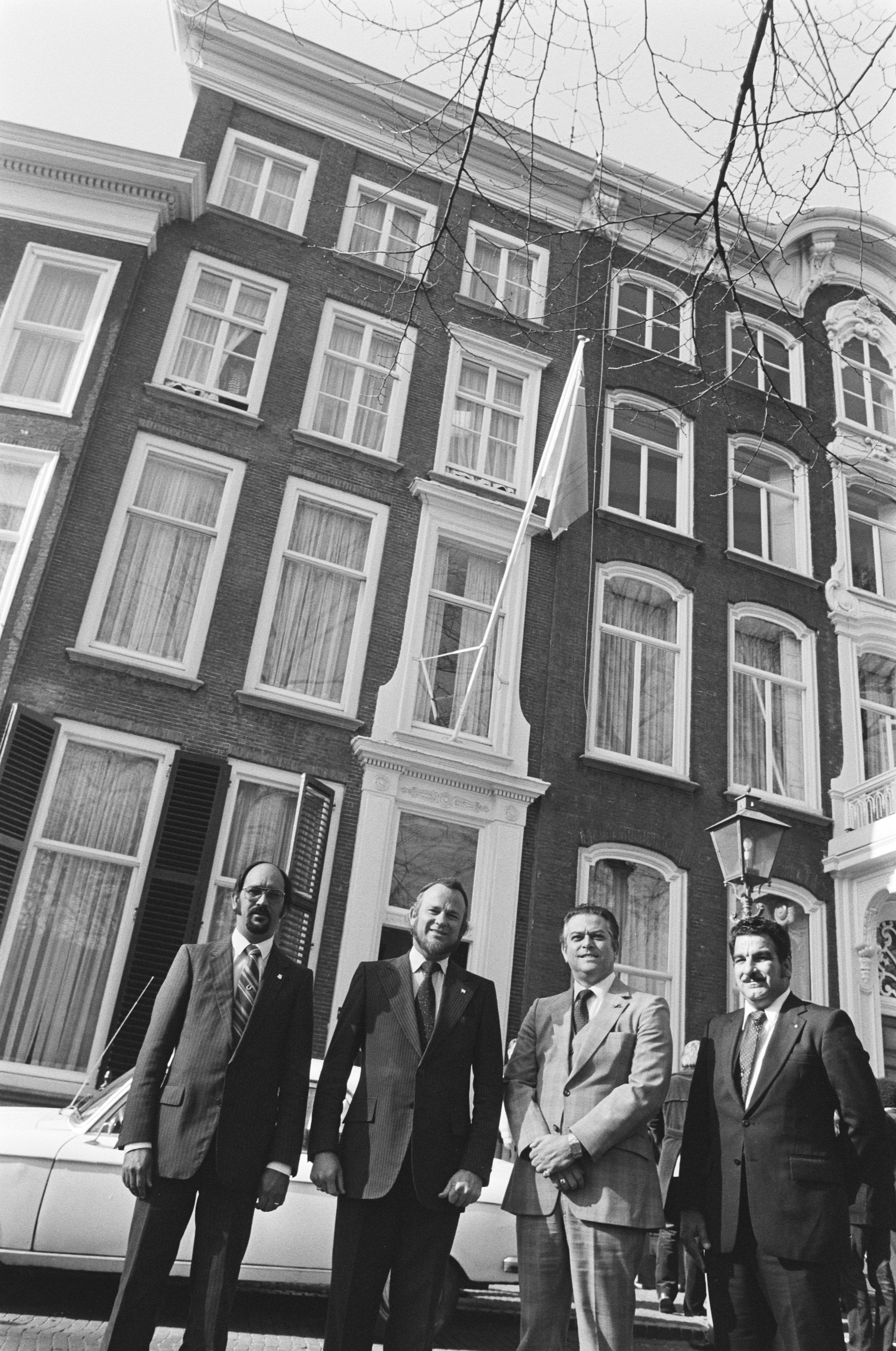
Van links naar rechts: Nelson Oduber, Betico Croes, Efraim de Kort en Chenco Yarzagaray voor het Arubahuis na opening in 1982.

Het Arubahuis werd op 25 maart 1982 officieel geopend als Vertegenwoordiging van het eilandgebied Aruba in Nederland. Voor Betico Croes was de vestiging een "onderdeel in het proces naar onafhankelijkheid" van Aruba. Met het verkrijgen van de Status Aparte op 1 januari 1986 werd het kantoor op het Paleisstraat 6 te Den Haag, het Kabinet van de Gevolmachtigde Minister. Anno 2017 is het Arubahuis gevestigd aan de R. J. Schimmelpennincklaan 1 in Den Haag.

## Taken
Het Arubahuis behartigt de belangen van Aruba in Nederland en verleent steun en bijstand aan Arubanen in Nederland. Daarnaast is het Arubahuis verantwoordelijk voor het behartigen van de belangen van Aruba bij de Europese Unie.
De Gevolmachtigde Minister vertegenwoordigt de Regering bij officiële instanties in Nederland of elders in Europa.
Op verzoek van de Regering verleent het Arubahuis ondersteuning aan Ministers, Statenleden en ambtenaren van departementen bij hun werkzaamheden in Nederland of elders in Europa. Ook fungeert het Arubahuis als aanspreekpunt in Nederland voor de Staten, de Raad van Ministers en Departementen van Aruba.
Het Arubahuis heeft een belangrijke taak in het verzamelen, informeren en adviseren van de Regering over voor Aruba relevante feiten en ontwikkelingen.
Als vertegenwoordiger van Aruba in Nederland ondersteunt het Arubahuis culturele activiteiten van Arubaanse organisaties om zo veel mogelijk het Arubaanse cultureel erfgoed in Nederland levend te houden.

## Directeur Kabinet van de Gevolmachtigde Minister van Aruba (Arubahuis)
- Directeur a.i. van het Arubahuis vanaf 1 februari 2018: Glenn Lin[2]